# Корнет (Валча)
Корнет (рум. Cornet) насеље је у Румунији у округу Валча у општини Ваидени. Oпштина се налази на надморској висини од 553 m.

## Становништво
Према подацима из 2002. године у насељу је живело 157 становника, од којих су сви румунске националности.